# 나카무라 호타카
나카무라 호타카(일본어: 中村 帆高, 1997년 8월 12일~)는 일본의 축구 선수이다.

## 구단 경력
그는 2020년 J1리그의 FC 도쿄에 입단했다. 2020년에 J리그컵 우승을 차지했다. 2024년까지 84경기에 출전하여, 2득점을 넣었다. 2025년 FC 마치다 젤비아로 이적했다.